# Edith Boroschek
Edith Boroschek geb. Edith Friedländer (19. Januar 1898 in Berlin – 1976 in Düsseldorf) war eine deutsche Konzertsängerin (Sopran) und Gesangspädagogin.

## Leben
Edith Friedländer studierte am Stern’schen Konservatorium in Berlin Gesang, ab 1922 auch bei Frederick Husler, der 1922 an das Stern’sche Konservatorium kam und daneben auch Privatunterricht erteilte. Sie trat als Lied- und Konzertsängerin als Solistin in Hamburg, Köln, Hannover und Berlin auf. 1921 heiratete sie den jungen Börsenhändler Paul Boroschek (1900–1967), und 1922 gebar sie ihren gemeinsamen Sohn Wolfgang.
1930 realisierte der Architekt und Möbelentwerfer Marcel Breuer die Wohnungseinrichtung für Paul und Edith Boroschek in der Xantener Straße 20 in Berlin, die als „Wohnung B.“ in Architekturzeitschriften veröffentlicht wurde.
Nach der Machtergreifung der Nationalsozialisten floh sie 1933 wegen ihrer jüdischen Herkunft mit ihrem Mann und Sohn nach Palästina. Da sie dort recht schnell Hebräisch lernte, konnte sie sich auch bald beruflich etablieren. So sang sie bereits im Frühjahr 1935 Lieder von Gustav Mahler, begleitet vom Symphonie-Orchester Tel Aviv unter Michael Taube. Taube begleitete sie in der Folge häufig bei Liederabenden auf dem Klavier. Noch im gleichen Jahr trat sie erneut mit dem Symphonie-Orchester Tel Aviv auf, diesmal unter der Leitung von Georg Singer (1906–1980). Zu Beginn des Jahres 1936 sang sie einen Liederzyklus von Franz Schubert in deutscher Sprache und brach damit ein Tabu, da die deutsche Sprache unter der jüdischen Bevölkerung Palästinas verpönt war. Bald darauf wiederholte sie mit Dela Gotthelft, unter der Leitung von Karel Salmon, ein Konzert, das die drei bereits 1932 in Berlin dargeboten hatten, mit Szenen aus Händels „Salomon“ und Carissimis „Historia di Jephte“ und Bachs Kantate Nr. 196. Ab 1939 war sie Mitglied des Rundfunkchors der Palästina-Rundfunkgesellschaft (Palestine Broadcasting Service, PBS), aus der 1948 Kol Israel (Radio Israel) wurde. Für den Rundfunk sang sie unter anderem Lieder von Stefan Wolpe (1902–1972).
Im Herbst 1935 begann sie eine zehnjährige Lehrtätigkeit am 1933 von dem ungarischen Geiger Emil Hauser (1893–1978) gegründeten Palestine Conservatory (Palästina Konservatorium) und an der Academy of Music in Jerusalem. Später gab sie privaten Gesangsunterricht. Eine ihrer bekanntesten Schülerinnen war Hilde Zadek.
Edith Boroschek litt sehr unter der Vertreibung aus Deutschland, und 1957 kehrte sie mit ihrem Mann Paul nach Deutschland zurück. Sie verstarb 1976 in Düsseldorf.

## Nachkommen

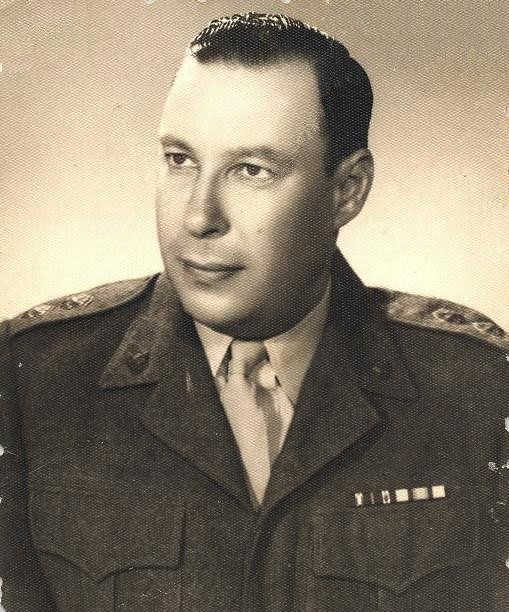
Zvi Brosh (Wolfgang Boroschek)

Ihr Sohn Wolfgang (1922–1997) blieb in Israel. Er hatte seinen Namen in Zvi Brosh geändert, war Journalist und Diplomat, diente im Israelischen Unabhängigkeitskrieg, war Leiter der Auslandsabteilung des israelischen Rundfunks, stieg zum Oberstleutnant der Israelischen Verteidigungsstreitkräfte auf und diente dann von 1962 bis 1988 im Diplomatischen Dienst, unter anderem als Botschafter in Burma und in Rumänien und als Generalkonsul in Chicago und in Los Angeles.